# Kanton Auxerre-Est
Kanton Auxerre-Est is een voormalig kanton van het Franse departement Yonne. Het kanton maakte deel uit van het arrondissement Auxerre. Het werd opgeheven als gevolg van de administratieve herindeling beslist in 2013 en van kracht sinds 22 maart 2015.

## Gemeenten
Het kanton Auxerre-Est omvatte de volgende gemeenten:
- Augy
- Auxerre (deels, hoofdplaats)
- Bleigny-le-Carreau
- Champs-sur-Yonne
- Quenne
- Saint-Bris-le-Vineux
- Venoy